# Ben A'an
Il Ben A'an ("Monte A'an") è una collina della Scozia, appartenente al gruppo montuoso dei Trossachs.

## Geografia
Il Ben A'an fa parte dell'area dei Trossachs, situata a nord di Glasgow, e sorge tra il Loch Katrine e il Loch Achray. La sua parte sommitale è spoglia di vegetazione arborea e comprende vari affioramenti rocciosi. Il punto culminante è situato alla quota di 461 m s.l.m.; poco ad ovest si trova un rilievo più arrotondato, poco più basso ma più facile da raggiungere.

## Accesso alla cima

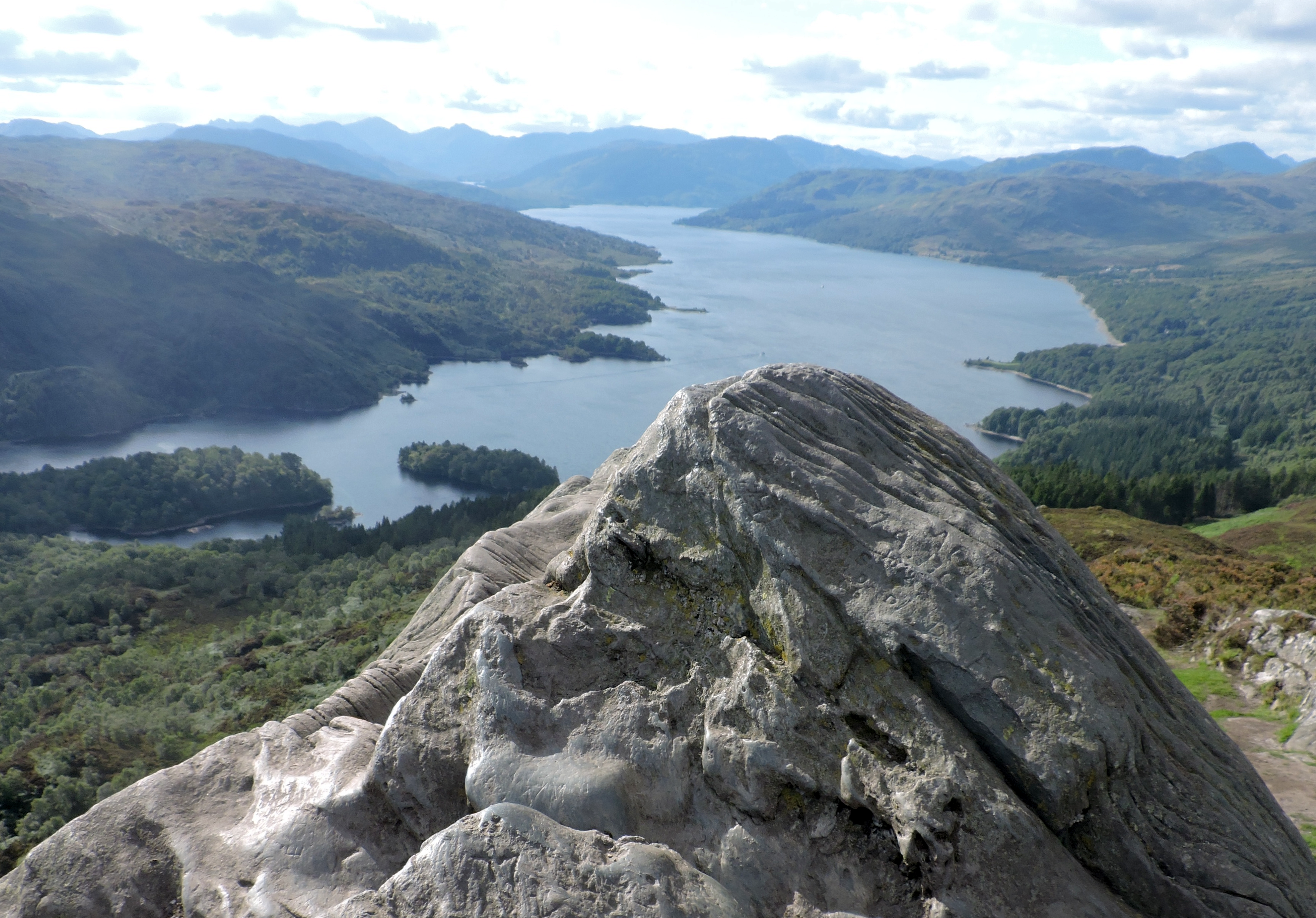
Il Ben A'n, sullo sfondo il Loch Katrine

La via normale per l'accesso al Ben A'an parte da un posteggio a pagamento chiamato "Ben An" (sic) e collocato sulla sponda del Loch Achray. Raggiunta una bassa sella a quota 246 m il sentiero si porta nei pressi del ripido versante meridionale della collina, aggirandolo poi ad ovest. Raggiunto un colletto con un ultimo tratto di salita si raggiunge l'anticima occidentale della collina, mentre per il vero e proprio punto culminante non esiste un vero e proprio sentiero. Per quanto non sia particolarmente alta, dalla cima della collina si gode di un'ottima vista sui circostanti monti, glen e loch, tra i quali i vicini Loch Katrine e Loch Achray. Nei giorni di bel tempo lo sguardo può spingersi fino alle Arrochar Alps, sulla costa occidentale del Loch Lomond. Il Ben A’an è considerato una meta escursionistica tra le più popolari della Scozia, ed è particolarmente apprezzata anche perché la sua appuntita sommità rocciosa la fa somigliare ad una piccola montagna.

## Etimologia

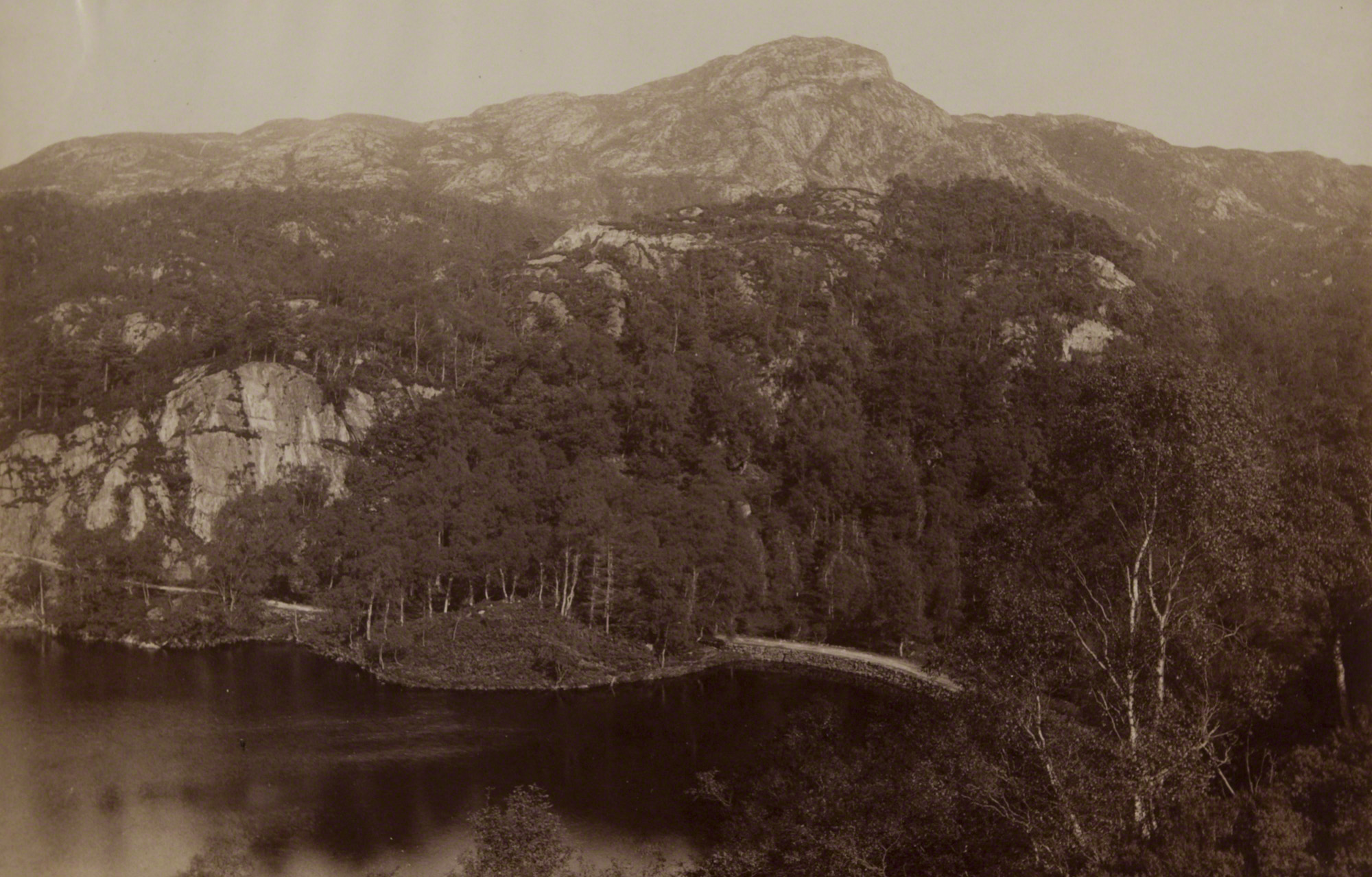
La collina in una foto dello scozzese James Valentine (1815-1879)

Il toponimo "Ben A’an" è frutto dell'errata anglicizzazione fatta da Sir Walter Scott a partire da un toponimo gaelico, del quale si è oggi persa la forma esatta. Alcuni studiosi ipotizzano che si trattasse di Am Binnean, cioè Il pinnacolo, che però viene tradotto da altri come piccolo picco appuntito.